# جائزة فايزر في كيمياء الإنزيم
جائزة فايزر في كيمياء الإنزيم، كانت تعرف سابقًا باسم جائزة بول لويس في كيمياء الإنزيمات جائزة علمية تأسست في عام 1945 من قبل قسم الكيمياء البيولوجية التابع للجمعية الكيميائية الأمريكية. تتكون الجائزة من ميدالية ذهبية ووسام شرف. تهدف الجائزة إلى تحفيز الأبحاث الأساسية في كيمياء الإنزيمات من قبل العلماء الذين لم يتجاوزوا أربعين عامًا. 

## الحاصلين عليها
المصدر: الجمعية الكيميائية الأمريكية- قسم الكيمياء البيولوجية نسخة محفوظة 23 أبريل 2019 على موقع واي باك مشين..
- عام 1946- ديفيد إي. غرين
- عام 1947- فان أر بوتر
- عام 1948- ألبرت ليننجر
- عام 1949- هنري لارد
- عام 1950- بريتون تشانس
- عام 1951- آرثر كورنبرغ
- عام 1952- برنارد ل. هوكر
- عام 1953- إيرل ستادمان
- عام 1954- التون مايستر
- عام 1955- بول بوير
- عام 1956- ميرتون ف. أوتر
- عام 1957- ج. روبرت غرينبرغ
- عام 1958- يوجين كينيدي
- عام 1959- مينور جيه كون
- عام 1960- آرثر باردي
- عام 1961- فرانك م. هوينكنز
- عام 1962- جاك سترومنجر
- عام 1963- تشارلز جيلفارج
- عام 1964- مارشال نيرنبرغ
- عام 1965- فريدريك م. ريتشاردز
- عام 1966- صمويل ب. فايس
- عام 1967- ب. روي فاجيلوس وصالح ج. وكيل
- عام 1968- وليام ج. روتر
- عام 1969- روبرت ت. شيمكي
- عام 1970- هربرت فايسباخ
- عام 1971- جاك بريس
- عام 1972- إكارد كي أف بايوتز
- عام 1973- هوارد تيمن
- عام 1974- مايكل جيه. تشامبرلين
- عام 1975- مالكولم إل جيفتر
- عام 1976- مايكل ستيوارت براون وجوزف غولدشتاين
- عام 1977- ستيفن بنكوفيك
- عام 1978- بول شيميل
- عام 1979- فريدريك سي هارتمان
- عام 1980- توماس ستايتز
- عام 1981- دانيال ف. سانتي
- عام 1982- ريتشارد ر. بورغيس
- عام 1983- بول مودريتش
- عام 1984- روبرت تي. تيان
- عام 1985- توماس تشيك
- عام 1986- جوان ستوب
- عام 1987- غريغوري بيتسكو
- عام 1988- جون وكوزاريتش
- عام 1989- كينيث جونسون
- عام 1990- جيمس ايه. ويلز
- عام 1991- رونالد فال
- عام 1992- كارل أو بابو
- عام 1993- مايكل اتش. جيلب
- عام 1994- دونالد هيلفرت
- عام 1995- جيرالد جويس
- عام 1996- ب. أندرو كاربوس
- عام 1997- دانيال هيرشلاج
- عام 1998- رونالد ت. رينز
- عام 1999- ديفيد و. كريستيانسون
- عام 2000- اريك كول
- عام 2001- روما بانيرجي
- عام 2002- كارين موسير فورسيث
- عام 2003- دوروثي كيرن
- عام 2004- ويلفريد إيه فان دير دونك
- عام 2005- نيكول سامبسون
- عام 2006- جيمس بيرغر
- عام 2007- نيل ل كيلير
- عام 2008- كارستن كريبس
- عام 2009- فرجينيا كورنيش
- عام 2010- واهي باندريان
- عام 2011- سارة أوكونور
- عام 2012- جين تشانغ
- عام 2013- كيت كارول
- عام 2014- هينينغ لين
- عام 2015- دوغلاس ميتشل
- عام 2016- ميشيل تشانغ
- عام 2017- إميلي بالسكوس
- عام 2018- محمد سيدسايموست
- عام 2019- كينيتشي يوكوياما

## وصلات خارجية
- قسم الكيمياء البيولوجية، الجمعية الكيميائية الأمريكية.